# Wybory parlamentarne w Timorze Wschodnim w 2017 roku
Wybory parlamentarne w Timorze Wschodnim w 2017 roku odbyły się 22 lipca. Były to czwarte wybory parlamentarne zorganizowane w kraju po uzyskaniu niepodległości przez Timor Wschodni. Do zdobycia w wyborach było 65 mandatów w jednoizbowym parlamecie. Próg wyborczy wynosił 4%. 

## Wyniki
| Ugrupowanie                | Głosy   | %    | Mandaty |
| -------------------------- | ------- | ---- | ------- |
| FRETILIN                   | 168 480 | 29,7 | 23      |
| CNRT                       | 167 345 | 29,5 | 22      |
| Partia Wyzwolenia Ludowego | 60 098  | 10,6 | 8       |
| Partia Demokratyczna       | 55 608  | 9,8  | 7       |
| KHUNTO                     | 36 547  | 6,4  | 5       |
| Inne partie                | 79 992  | 13,7 | -       |
| Głosy nieważne             | 15 886  | 2,7  | -       |
| Łącznie                    | 583 956 | 100% | 65      |